# Liste der österreichischen Meister im Biathlon
In der Liste der österreichischen Meister im Biathlon werden alle (bekannten) Medaillengewinner im Biathlon bei österreichischen Meisterschaften seit der ersten Durchführung 1974 aufgeführt.
Die folgenden Listen richten sich nach den Angaben des Österreichischen Skiverbands (ÖSV) in seiner Datenbank. Stand ist November 2023.

## Männer

### Einzel
- 20 Kilometer (viermal Schießen)

| Meisterschaft | Gold                    | Silber              | Bronze              |
| ------------- | ----------------------- | ------------------- | ------------------- |
| 1974          | Adolf Scherwitzl        |                     |                     |
| 1975          | Josef Krondorfer        |                     |                     |
| 1976          | Franz-Josef Weber       |                     |                     |
| 1977          | Josef Koll              |                     |                     |
| 1978          | Josef Koll              |                     |                     |
| 1983          | Alfred Eder             |                     |                     |
| 1984          | Rudolf Horn             |                     |                     |
| 1985          | Alfred Eder             |                     |                     |
| 1986          | Anton Lengauer-Stockner |                     |                     |
| 1987          | Alfred Eder             | Franz Schuler       | Heinz Fersterer     |
| 1988          | Alfred Eder             | Egon Leitner        | Peter Meier         |
| 1989          | Bruno Hofstätter        | Alfred Eder         | Wolfgang Pistotnik  |
| 1990          | Walter Hörl             | Alfred Eder         | Bruno Hofstätter    |
| 1991          | Bruno Hofstätter        | Armin Trinker       | Hannes Obererlacher |
| 1992          | Alfred Eder             | Wolfgang Perner     | Ludwig Gredler      |
| 1994          | Ludwig Gredler          | Bruno Hofstätter    | Walter Hörl         |
| 1995          | Gerhard Kitzbichler     | Alfred Eder         | Bruno Hofstätter    |
| 1996          | Ludwig Gredler          | Bruno Hofstätter    | Wolfgang Perner     |
| 1997          | Wolfgang Perner         | Hannes Obererlacher | Günther Beck        |
| 1998          | Wolfgang Perner         | Ludwig Gredler      | Hannes Obererlacher |
| 1999          | Hans Achorner           | Ludwig Gredler      | Günther Beck        |
| 2002          | Daniel Mesotitsch       | Hannes Obererlacher | Thomas Lenze        |
| 2003          | Wolfgang Rottmann       | Günther Beck        | Christoph Sumann    |
| 2008          | Simon Eder              | Christoph Sumann    | Martin Mesotitsch   |
| 2009          | Christoph Sumann        | Friedrich Pinter    | Martin Mesotitsch   |
| 2010          | Michael Hauser          | Philipp Blaim       | Mario Drescher      |
| 2011          | Michael Hauser          | Julian Eberhard     | Daniel Schwabl      |
| 2014          | Christoph Sumann        | Simon Eder          | Michael Reiter      |
| 2015          | Stefan Mair             | Philipp Aichhorn    | Nikolaus Leitinger  |
| 2016          | Felix Leitner           | Christoph Nöckler   | Nikolaus Leitinger  |
| 2017          | Julian Eberhard         | David Komatz        | Sven Grossegger     |

### Supereinzel
- 7,5 Kilometer (viermal Schießen)[1]

| Meisterschaft | Gold               | Silber          | Bronze            |
| ------------- | ------------------ | --------------- | ----------------- |
| 2019          | Nikolaus Leitinger | Sven Grossegger | David Komatz      |
| 2020          | Peter Brunner      | Felix Leitner   | Magnus Oberhauser |
| 2022          | Simon Eder         | Harald Lemmerer | Patrick Jakob     |

### Sprint
- 10 Kilometer (zweimal Schießen)

| Meisterschaft | Gold                 | Silber               | Bronze             |
| ------------- | -------------------- | -------------------- | ------------------ |
| 1975          | Hansjörg Farbmacher  |                      |                    |
| 1977          | Josef Koll           |                      |                    |
| 1978          | Josef Koll           |                      |                    |
| 1980          | Rudolf Horn          |                      |                    |
| 1982          | Rudolf Horn          |                      |                    |
| 1984          | Alfred Eder          |                      |                    |
| 1985          | Walter Hörl          |                      |                    |
| 1986          | Franz Schuler        |                      |                    |
| 1987          | Alfred Eder          | Franz Schuler        | Heinz Fersterer    |
| 1988          | Bruno Hofstätter     | Egon Leitner         | Franz Schuler      |
| 1989          | Alfred Eder          | Franz Schuler        | Armin Trinker      |
| 1990          | Alfred Eder          | Franz Schuler        | Egon Leitner       |
| 1991          | Egon Leitner         |                      | Klaus Greiderer    |
| 1992          | Franz Schuler        | Alfred Eder          | Egon Leitner       |
| 1994          | Ludwig Gredler       | Alfred Eder          | Roland Schablitzky |
| 1995          | Ludwig Gredler       | Reinhard Neuner      | Wolfgang Perner    |
| 1996          | Ludwig Gredler       | Günther Dengg        | Wolfgang Perner    |
| 1997          | Günther Beck         | Günther Dengg        | Wolfgang Perner    |
| 1998          | Wolfgang Perner      | Ludwig Gredler       | Günther Beck       |
| 1999          | Ludwig Gredler       | Reinhard Neuner      | Hans Achorner      |
| 2001          | Christoph Sumann     | Ludwig Gredler       | Wolfgang Rottmann  |
| 2002          | Christoph Sumann     | Ludwig Gredler       | Daniel Mesotitsch  |
| 2003          | Daniel Mesotitsch    | Ludwig Gredler       | Holger Schönthier  |
| 2004          | Hans Achorner        | Hans Peter Foidl     | Friedrich Pinter   |
| 2005          | Christoph Sumann     | Wolfgang Perner      | Ludwig Gredler     |
| 2006          | Christoph Sumann     | Ludwig Gredler       | Daniel Mesotitsch  |
| 2007          | Christoph Sumann     | Simon Eder           | Tobias Eberhard    |
| 2008          | Friedrich Pinter     | Tobias Eberhard      | Christoph Sumann   |
| 2009          | Friedrich Pinter     | Simon Eder           | Christoph Sumann   |
| 2010          | Michael Hauser       | Dominik Landertinger | Friedrich Pinter   |
| 2011          | Tobias Eberhard      | Christoph Sumann     | Simon Eder         |
| 2012          | Daniel Mesotitsch    | Dominik Landertinger | Friedrich Pinter   |
| 2013          | Daniel Mesotitsch    | Christoph Sumann     | Michael Reiter     |
| 2014          | Friedrich Pinter     | Christoph Sumann     | Julian Eberhard    |
| 2015          | Julian Eberhard      | Tobias Eberhard      | Friedrich Pinter   |
| 2016          | Dominik Landertinger | Felix Leitner        | Peter Brunner      |
| 2018          | Lorenz Wäger         | Patrick Jakob        | Fabian Hörl        |
| 2021          | Alexander Nuss       |                      |                    |

### Supersprint
- 2018: 7,5 Kilometer

| Meisterschaft | Gold                 | Silber        | Bronze          |
| ------------- | -------------------- | ------------- | --------------- |
| 2018          | Dominik Landertinger | Peter Brunner | Tobias Eberhard |

### Verfolgung
- 2001– über 12,5 Kilometer (viermal Schießen)

| Meisterschaft | Gold              | Silber               | Bronze            |
| ------------- | ----------------- | -------------------- | ----------------- |
| 2001          | Ludwig Gredler    | Wolfgang Perner      | Daniel Mesotitsch |
| 2002          | Christoph Sumann  | Ludwig Gredler       | Daniel Mesotitsch |
| 2003          | Christoph Sumann  | Wolfgang Rottmann    | Friedrich Pinter  |
| 2004          | Hans Achorner     | Friedrich Pinter     | Hans Peter Foidl  |
| 2005          | Wolfgang Rottmann | Christoph Sumann     | Ludwig Gredler    |
| 2006          | Christoph Sumann  | Ludwig Gredler       | Hans Peter Foidl  |
| 2007          | Simon Eder        | Tobias Eberhard      | Ludwig Gredler    |
| 2008          | Christoph Sumann  | Friedrich Pinter     | Tobias Eberhard   |
| 2009          | Friedrich Pinter  | Simon Eder           | Christoph Sumann  |
| 2010          | Tobias Eberhard   | Dominik Landertinger | Friedrich Pinter  |
| 2011          | Simon Eder        | Christoph Sumann     | Tobias Eberhard   |
| 2012          | Sven Grossegger   | Daniel Mesotitsch    | Peter Brunner     |
| 2013          | Daniel Mesotitsch | Tobias Eberhard      | Michael Reiter    |
| 2014          | Friedrich Pinter  | Julian Eberhard      | Christoph Sumann  |
| 2015          | Tobias Eberhard   | Julian Eberhard      | Friedrich Pinter  |
| 2016          | Alexander Nuss    | Philipp Aichhorn     | Thomas Haumer     |
| 2021          | Alexander Nuss    |                      |                   |

### Massenstart (lang)
- 15 Kilometer (viermal Schießen)

| Meisterschaft | Gold              | Silber             | Bronze             |
| ------------- | ----------------- | ------------------ | ------------------ |
| 2004          | Christoph Sumann  | Franz Perwein      | Hans Peter Foidl   |
| 2007          | Daniel Mesotitsch | Friedrich Pinter   | Ludwig Gredler     |
| 2008          | Hans Peter Foidl  | Alexander Nuss     | Julian Eberhard    |
| 2011          | Tobias Eberhard   | Daniel Mesotitsch  | Julian Eberhard    |
| 2012          | Alexander Nuss    | Lorenz Wäger       | David Komatz       |
| 2014          | Martin Huber      | Alexander Jakob    | Felix Waldhuber    |
| 2016          | Felix Leitner     | Thomas Haumer      | Nikolaus Leitinger |
| 2018          | Lorenz Wäger      | Harald Lemmerer    | Fabian Hörl        |
| 2019          | Peter Brunner     | Kevin Pleissnitzer | Patrick Jakob      |
| 2020          | Lucas Pitzer      | Magnus Oberhauser  | Jakob Ruckendorfer |

### Massenstart (kurz)
- 12,5 Kilometer (viermal Schießen)

| Meisterschaft | Gold          | Silber         | Bronze           |
| ------------- | ------------- | -------------- | ---------------- |
| 2007          | Bernhard Eder | Alexander Nuss | Lukas Sonnberger |

### Skiroller-Einzel
- 20 Kilometer (viermal Schießen)

| Meisterschaft | Gold                 | Silber               | Bronze               |
| ------------- | -------------------- | -------------------- | -------------------- |
| 2004          | Wolfgang Rottmann    | Wolfgang Perner      | Christoph Sumann     |
| 2005          | Friedrich Pinter     | Alexander Nuss       | Christoph Sumann     |
| 2006          | Christoph Sumann     | Simon Eder           | Daniel Mesotitsch    |
| 2007          | Friedrich Pinter     | Bernhard Eder        | Simon Eder           |
| 2008          | Simon Eder           | Daniel Mesotitsch    | Julian Eberhard      |
| 2010          | Simon Eder           | Daniel Mesotitsch    | Alexander Nuss       |
| 2011          | Christoph Sumann     | Simon Eder           | Sven Grossegger      |
| 2012          | Simon Eder           | Tobias Eberhard      | Dominik Landertinger |
| 2013          | Dominik Landertinger | Christoph Sumann     | Julian Eberhard      |
| 2015          | Simon Eder           | Julian Eberhard      | Friedrich Pinter     |
| 2016          | Simon Eder           | Dominik Landertinger | Sven Grossegger      |
| 2018          | Sven Grossegger      | Julian Eberhard      | Kevin Pleissnitzer   |
| 2020          | Felix Leitner        | Julian Eberhard      | Harald Lemmerer      |
| 2021          | David Komatz         | Simon Eder           | Julian Eberhard      |
| 2022          | David Komatz         | Dominic Unterweger   | Patrick Jakob        |
| 2023          | Fredrik Mühlbacher   | Felix Leitner        | Simon Eder           |

### Skiroller-Sprint
- 10 Kilometer (zweimal Schießen)

| Meisterschaft | Gold             | Silber           | Bronze            |
| ------------- | ---------------- | ---------------- | ----------------- |
| 2006          | Friedrich Pinter | Hans Peter Foidl | Daniel Mesotitsch |
| 2023          | Felix Leitner    | Simon Eder       | Patrick Jakob     |

### Staffel
- 1988–1990 3 × 10 Kilometer (je zweimal Schießen)
- 1991–1990 3 × 7,5 Kilometer (je zweimal Schießen)

| Meisterschaft | Gold                                                                  | Silber                                                               | Bronze                                                       |
| ------------- | --------------------------------------------------------------------- | -------------------------------------------------------------------- | ------------------------------------------------------------ |
| 1982          |                                                                       |                                                                      |                                                              |
| 1983          |                                                                       |                                                                      |                                                              |
| 1986          |                                                                       |                                                                      |                                                              |
| 1988          | TirolAnton Lengauer-Stockner Egon Leitner Franz Schuler               |                                                                      |                                                              |
| 1989          | TirolAnton Lengauer-Stockner Egon Leitner Franz Schuler               |                                                                      |                                                              |
| 1990          | TirolAnton Lengauer-Stockner Egon Leitner Franz Schuler               | SalzburgWalter Hörl Alfred Eder Günter Fersterer                     | TirolKlaus Greiderer Hannes Obererlacher Franz Weingartner   |
| 1991          | TirolKlaus Greiderer Egon Leitner Franz Schuler                       | TirolLudwig Gredler Hannes Obererlacher Franz Weingartner            | SalzburgWalter Hörl Alfred Eder Günter Fersterer             |
| 1992          | TirolAnton Lengauer-Stockner Hannes Obererlacher Josef Obererlacher   | TirolLudwig Gredler Egon Leitner Franz Schuler                       | TirolMartin Pfurtscheller Franz Weingartner Schmid           |
| 1994          | TirolAnton Lengauer-Stockner Martin Pfurtscheller Hannes Obererlacher | TirolFranz Schuler Franz Weingartner Ludwig Gredler                  | TirolReinhard Neuner Josef Obererlacher Gerhard Kitzbichler  |
| 1995          | TirolHannes Obererlacher Reinhard Neuner Ludwig Gredler               | TirolAnton Lengauer-Stockner Martin Pfurtscheller Josef Obererlacher | SalzburgWolfgang Rottmann Walter Hörl Alfred Eder            |
| 1996          | TirolLudwig Gredler Gerhard Kitzbichler Reinhard Neuner               | TirolAnton Lengauer-Stockner Günther Dengg Hannes Gasse              | TirolGeorg Hofer Hans Achorner Hans Exenberger               |
| 1997          | TirolLudwig Gredler Günther Dengg Hannes Obererlacher                 | TirolHans Achorner Martin Pfurtscheller Gerhard Kitzbichler          | NiederösterreichThomas Lenze Jochen Schiefer Siegfried Bauer |
| 1998          | TirolLudwig Gredler Hannes Obererlacher Gerhard Kitzbichler           | TirolHans Achorner Franz Berger Junior Martin Pfurtscheller          | NiederösterreichThomas Lenze Jochen Schiefer Siegfried Bauer |
| 1999          | TirolReinhard Neuner Hannes Obererlacher Hans Peter Foidl             | OberösterreichGünther Beck Gerold Sattlecker Peter Beck              | SteiermarkWolfgang Perner Gerhard Wind Daniel Huber          |
| 2002          | TirolLudwig Gredler Hans Achorner Hannes Obererlacher                 | SteiermarkWolfgang Perner Christoph Sumann Daniel Huber              | SalzburgWolfgang Rottmann Simon Eder Esletzberger            |
| 2003          | SalzburgWolfgang Rottmann Simon Eder Holger Schönthier                | TirolLudwig Gredler Hans Peter Foidl Hans Achorner                   | KärntenDaniel Mesotitsch Friedrich Pinter Roland Schablitzky |
| 2004          | KärntenDaniel Mesotitsch Martin Mesotitsch Friedrich Pinter           | TirolHans Peter Foidl Stefan Rass Hans Achorner                      | SteiermarkWolfgang Perner Christoph Sumann Daniel Huber      |
| 2005          | TirolHans Peter Foidl Hans Achorner Ludwig Gredler                    | KärntenDaniel Mesotitsch Martin Mesotitsch Friedrich Pinter          | SteiermarkChristoph Sumann Wolfgang Perner Daniel Huber      |
| 2006          | KärntenMartin Mesotitsch Friedrich Pinter Daniel Mesotitsch           | TirolLudwig Gredler Hans Peter Foidl Bernhard Eder                   | SalzburgFranz Perwein Wolfgang Rottmann Tobias Eberhard      |
| 2007          | TirolLudwig Gredler Alexander Nuss Hans Peter Foidl                   | SalzburgTobias Eberhard Simon Eder Julian Eberhard                   | Salzburg IISven Grossegger Bernhard Leitinger Martin Hörl    |
| 2008          | TirolHans Peter Foidl Daniel Salvenmoser Ludwig Gredler               | SalzburgSven Grossegger Julian Eberhard Tobias Eberhard              | SteiermarkMario Drescher Christoph Sumann Andreas Zelzer     |
| 2009          | SalzburgSimon Eder Tobias Eberhard Julian Eberhard                    | TirolAlexander Nuss Dominik Landertinger Friedrich Pinter            | Salzburg IIAndreas Schwabl Sven Grossegger Korbinian Seifert |
| 2010          | SalzburgSimon Eder Tobias Eberhard Julian Eberhard                    | TirolDaniel Salvenmoser Alexander Nuss Friedrich Pinter              | Salzburg IIMichael Hauser Sven Grossegger Bernhard Leitinger |
| 2011          | TirolFriedrich Pinter Alexander Nuss Daniel Salvenmoser               | SalzburgMichael Hauser Tobias Eberhard Julian Eberhard               | Salzburg IISven Grossegger Michael Reiter Bernhard Leitinger |
| 2012          | SalzburgSven Grossegger Michael Hauser Tobias Eberhard                | TirolAlexander Nuss Christian Kitzbichler Daniel Salvenmoser         | Salzburg IISebastian Slowiok Anton Stöckl Albert Herzog      |
| 2013          | SalzburgTobias Eberhard Julian Eberhard Simon Eder                    | TirolPeter Brunner Friedrich Pinter Dominik Landertinger             | SteiermarkChristoph Sumann David Komatz Felix Waldhuber      |
| 2014          | SalzburgSven Grossegger Tobias Eberhard Julian Eberhard               | Salzburg IIMichael Reiter Michael Hörl Fabian Hörl                   | SteiermarkChristoph Sumann David Komatz Felix Waldhuber      |
| 2015          | SalzburgSven Grossegger Julian Eberhard Simon Eder                    | SalzburgTobias Eberhard Fabian Hörl Michael Reiter                   | TirolFriedrich Pinter Lorenz Wäger Peter Brunner             |
| 2016          | SalzburgSven Grossegger Tobias Eberhard Fabian Hörl                   | TirolLorenz Wäger Felix Leitner Friedrich Pinter                     | SalzburgPhilipp Aichhorn Michael Reiter Klaus Leitinger      |
| 2017          | TirolDominik Landertinger Lorenz Wäger Felix Leitner                  | SalzburgKlaus Leitinger Fabian Hörl Sven Grossegger                  | TirolPeter Brunner Stefan Mair Christoph Nöckler             |

## Frauen

### Einzel
- 15 Kilometer (viermal Schießen); 2016 über 12,5 Kilometer gelaufen

| Meisterschaft | Gold                 | Silber               | Bronze               |
| ------------- | -------------------- | -------------------- | -------------------- |
| 1994          | Brigitte Weisleitner | Iris Eckschläger     |                      |
| 1995          | Brigitte Weisleitner | Barbara Moser        | Christine Linecker   |
| 1996          | Brigitte Weisleitner | Iris Eckschläger     | Sylvia Diechtler     |
| 1997          | Brigitte Weisleitner | Helene Brecher       | Christine Lindner    |
| 1998          | Iris Eckschläger     | Helene Brecher       | Brigitte Weisleitner |
| 1999          | Iris Eckschläger     |                      |                      |
| 2002          | Nicole Pfluger       | Sandra Flunger       | Christine Lindner    |
| 2003          | Anna Sprung          | Nicole Pfluger       |                      |
| 2008          | Iris Waldhuber       | Nicole Pfluger       | Christina Gruber     |
| 2009          | Iris Waldhuber       |                      |                      |
| 2010          | Denise Feiersinger   | Iris Waldhuber       | Anna Hufnagl         |
| 2011          | Anna Hufnagl         | Ulla Waldhuber       | Christine Lindner    |
| 2014          | Iris Schwabl         | Katharina Innerhofer | Fabienne Hartweger   |
| 2015          | Magdalena Fankhauser | Susanna Kurzthaler   | Raphaela Ritzer      |
| 2016          | Simone Kupfner       | Julia Weiss          | Susanna Kurzthaler   |
| 2017          | Katharina Innerhofer | Susanne Hoffmann     | Fabienne Hartweger   |

### Supereinzel
- 5 Kilometer (viermal Schießen, 15 Sekunden Strafe pro Fehlschuss)[1]

| Meisterschaft | Gold                 | Silber               | Bronze               |
| ------------- | -------------------- | -------------------- | -------------------- |
| 2019          | Fabienne Hartweger   | Katharina Innerhofer | Simone Kupfner       |
| 2020          | Katharina Innerhofer | Dunja Zdouc          | Tamara Steiner       |
| 2022          | Lisa Hauser          | Christina Rieder     | Katharina Innerhofer |

### Sprint
- 7,5 Kilometer (viermal Schießen)

| Meisterschaft | Gold                 | Silber               | Bronze             |
| ------------- | -------------------- | -------------------- | ------------------ |
| 1994          | Brigitte Weisleitner | Iris Eckschläger     | Andrea Grossegger  |
| 1995          | Brigitte Weisleitner | Christine Linecker   | Christine Lindner  |
| 1996          | Iris Eckschläger     | Brigitte Weisleitner | Sylvia Diechtler   |
| 1997          | Brigitte Weisleitner | Helene Brecher       |                    |
| 1998          | Brigitte Weisleitner | Iris Eckschläger     | Marlene Herzog     |
| 1999          | Iris Eckschläger     | Christine Lindner    |                    |
| 2001          | Brigitte Weisleitner | Anna Sprung          | Iris Eckschläger   |
| 2002          | Brigitte Weisleitner | Anna Sprung          | Nicole Pfluger     |
| 2003          | Anna Sprung          | Sandra Flunger       | Nicole Pfluger     |
| 2004          | Nicole Pfluger       | Selina Spitz         | Sarah Stanonik     |
| 2005          | Nicole Pfluger       | Iris Waldhuber       | Fanja Amon         |
| 2006          | Tanja Wentseis       | Christine Lindner    |                    |
| 2007          | Nicole Pfluger       | Andrea Elsigan       | Christine Lindner  |
| 2008          | Iris Waldhuber       | Nicole Pfluger       | Anna Hufnagl       |
| 2009          | Iris Waldhuber       |                      |                    |
| 2010          | Ramona Düringer      | Iris Waldhuber       | Anna Hufnagl       |
| 2011          | Romana Schrempf      | Iris Waldhuber       | Ramona Düringer    |
| 2012          | Iris Waldhuber       | Katharina Innerhofer | Ulla Waldhuber     |
| 2013          | Lisa Hauser          | Katharina Innerhofer | Ramona Düringer    |
| 2014          | Ramona Düringer      | Anna Hufnagl         |                    |
| 2015          | Susanne Hoffmann     | Christina Rieder     | Susanna Kurzthaler |
| 2016          | Simone Kupfner       | Susanna Kurzthaler   | Julia Weiss        |
| 2018          | Susanne Hoffmann     | Julia Schwaiger      | Simone Kupfner     |

### Supersprint
- 2018: 5 Kilometer

| Meisterschaft | Gold             | Silber               | Bronze      |
| ------------- | ---------------- | -------------------- | ----------- |
| 2018          | Susanne Hoffmann | Katharina Innerhofer | Dunja Zdouc |

### Verfolgung
- 2001– über 10 Kilometer (viermal Schießen)

| Meisterschaft | Gold                 | Silber               | Bronze               |
| ------------- | -------------------- | -------------------- | -------------------- |
| 2001          | Anna Sprung          | Iris Eckschläger     | Brigitte Weisleitner |
| 2002          | Anna Sprung          | Brigitte Weisleitner | Nicole Pfluger       |
| 2003          | Nicole Pfluger       |                      |                      |
| 2004          | Nicole Pfluger       | Selina Spitz         | Tanja Wentseis       |
| 2005          | Iris Waldhuber       | Fanja Amon           |                      |
| 2006          | Tanja Wentseis       |                      |                      |
| 2007          | Nicole Pfluger       |                      |                      |
| 2008          | Nicole Pfluger       | Iris Waldhuber       | Anna Hufnagl         |
| 2009          | Iris Waldhuber       |                      |                      |
| 2010          | Iris Waldhuber       | Ramona Düringer      | Anna Hufnagl         |
| 2011          | Iris Waldhuber       | Romana Schrempf      | Ramona Düringer      |
| 2012          | Katharina Innerhofer | Fabienne Hartweger   | Ulla Waldhuber       |
| 2013          | Lisa Hauser          | Katharina Innerhofer | Ramona Düringer      |
| 2014          | Susanne Hoffmann     | Lisa-Maria Ehgartner | Magdalena Millinger  |
| 2015          | Susanne Hoffmann     | Susanna Kurzthaler   | Magdalena Fankhauser |
| 2016          | Magdalena Fankhauser | Anna-Maria Schreder  | Magdalena Millinger  |
| 2018          | Simone Kupfner       |                      |                      |

### Massenstart
- 12,5 Kilometer (viermal Schießen); 2012 bis 2016 und 2020 über 10 Kilometer gelaufen

| Meisterschaft | Gold                | Silber               | Bronze          |
| ------------- | ------------------- | -------------------- | --------------- |
| 2004          | Tanja Wentseis      | Christine Lindner    |                 |
| 2007          | Nicole Pfluger      | Iris Waldhuber       | Andrea Elsigan  |
| 2008          | Iris Waldhuber      | Nicole Pfluger       | Anna Hufnagl    |
| 2011          | Romana Schrempf     | Ramona Düringer      | Anna Hufnagl    |
| 2012          | Raphaela Sulzbacher | Ulla Waldhuber       | Anna Hufnagl    |
| 2014          | Ulla Waldhuber      | Anna Hufnagl         |                 |
| 2016          | Ramona Düringer     | Magdalena Fankhauser | Julia Weiss     |
| 2018          | Susanne Hoffmann    | Simone Kupfner       | Julia Schwaiger |
| 2019          | Ramona Düringer     | Mari Eder (FIN)      |                 |
| 2020          | Lisa Osl            | Darcie Morton (AUS)  | Annabela Weng   |

### Skiroller-Einzel
- 15 Kilometer (viermal Schießen)

| Meisterschaft | Gold                 | Silber               | Bronze             |
| ------------- | -------------------- | -------------------- | ------------------ |
| 2004          | Anna Sprung          |                      |                    |
| 2005          | Anna Sprung          | Nicole Pfluger       |                    |
| 2006          | Nicole Pfluger       |                      |                    |
| 2008          | Nicole Pfluger       | Barbara Feichtner    |                    |
| 2010          | Iris Waldhuber       | Kerstin Muschet      | Romana Schrempf    |
| 2011          | Anna Hufnagl         | Ramona Düringer      | Kerstin Muschet    |
| 2012          | Romana Schrempf      | Iris Waldhuber       | Anna Hufnagl       |
| 2013          | Ramona Düringer      | Romana Schrempf      | Iris Waldhuber     |
| 2015          | Lisa Hauser          | Katharina Innerhofer | Christina Rieder   |
| 2016          | Katharina Innerhofer | Lisa Hauser          | Fabienne Hartweger |
| 2018          | Lisa Hauser          | Fabienne Hartweger   | Christina Rieder   |
| 2020          | Katharina Innerhofer | Dunja Zdouc          | Lisa Hauser        |
| 2021          | Christina Rieder     | Dunja Zdouc          | Lisa Hauser        |
| 2022          | Tamara Steiner       | Anna Juppe           | Dunja Zdouc        |
| 2023          | Kristina Oberthaler  | Tamara Steiner       | Lisa Hauser        |

### Skiroller-Sprint
| Meisterschaft | Gold           | Silber         | Bronze              |
| ------------- | -------------- | -------------- | ------------------- |
| 2006          | Nicole Pfluger |                |                     |
| 2023          | Lisa Hauser    | Tamara Steiner | Kristina Oberthaler |

### Staffel
- 1988–1990 3 × 10 Kilometer (je zweimal Schießen)
- 1991–1990 3 × 7,5 Kilometer (je zweimal Schießen)

| Meisterschaft | Gold                                                           | Silber                                                         | Bronze                                                               |
| ------------- | -------------------------------------------------------------- | -------------------------------------------------------------- | -------------------------------------------------------------------- |
| 1994          | SalzburgAndrea Grossegger Sulzer Iris Eckschläger              | TirolNatascha Korosec Bieler Brigitte Weisleitner              | Barbara Moser Christine Linecker Plenk                               |
| 1995          | TirolBrigitte Weisleitner Natascha Korosec Bieler              |                                                                | SalzburgAndrea Grossegger Sulzer Iris Eckschläger                    |
| 1999          |                                                                |                                                                | SalzburgIris Eckschläger Ines Brandstätter Christine Lindner         |
| 2002          | SalzburgSelina Spitz Sandra Flunger Andrea Grossegger          | SalzburgBettina Wimberger Fanja Amon Sarah Stanonik            | SalzburgDaniela Biechl Martina Leitinger Christina Höck              |
| 2003          | SalzburgSelina Spitz Sandra Flunger Daniela Biechl             | Hechenberger Steirer Stellwag                                  | Dietrich Hafellner Zelzer                                            |
| 2004          | TirolNicole Pfluger Julia Kröll Elisabeth Mayer                |                                                                | SalzburgSelina Spitz Sandra Flunger Sarah Stanonik                   |
| 2005          | SteiermarkAnna Sprung Ulla Waldhuber Iris Waldhuber            | TirolNicole Pfluger Julia Kröll Elisabeth Mayer                |                                                                      |
| 2006          | TirolNicole Pfluger Martina Feichtner Elisabeth Mayer          |                                                                |                                                                      |
| 2007          | TirolElisabeth Mayer Simone Posch Nicole Pfluger               |                                                                |                                                                      |
| 2008          | TirolBarbara Feichtner Nicole Pfluger Julia Mitterndorfer      |                                                                |                                                                      |
| 2009          | SalzburgSabrina Schnedl Nina Gruber Christina Rieder           | SteiermarkUlla Waldhuber Theresa Rindler Iris Waldhuber        | TirolJulia Mitterndorfer Simone Posch Katrin Obmascher               |
| 2010          | SteiermarkIris Waldhuber Ulla Waldhuber Fabienne Hartweger     | –                                                              | –                                                                    |
| 2011          | SteiermarkIris Waldhuber Ulla Waldhuber Theresa Rindler        | –                                                              | –                                                                    |
| 2012          | TirolMagdalena Millinger Magdalena Fankhauser Lisa Hauser      | SteiermarkRomana Schrempf Fabienne Hartweger Ulla Waldhuber    | –                                                                    |
| 2013          | SteiermarkIris Schwabl Romana Schrempf Fabienne Hartweger      | TirolLisa Hauser Susanna Kurzthaler Magdalena Fankhauser       | SalzburgKatharina Innerhofer Sabrina Schnedl Christina Rieder        |
| 2014          | SalzburgChristina Rieder Katharina Innerhofer Susanne Hoffmann | TirolMagdalena Fankhauser Susanna Kurzthaler Simone Kupfner    | SteiermarkFabienne Hartweger Iris Schwabl Ulla Waldhuber             |
| 2015          | TirolLisa Hauser Susanna Kurzthaler Simone Kupfner             | SalzburgChristina Rieder Susanne Hoffmann Katharina Innerhofer | SteiermarkFabienne Hartweger Lisa-Maria Ehgartner Tamara Simonlehner |
| 2016          | SalzburgChristina Rieder Julia Schwaiger Susanne Hoffmann      | TirolSimone Kupfner Susanna Kurzthaler Anna-Maria Schreder     |                                                                      |
| 2017          | SalzburgKatharina Innerhofer Christina Rieder Susanne Hoffmann | TirolSimone Kupfner Anna-Maria Schreder Anna Gandler           |                                                                      |

## Mixed

### Single-Mixed-Staffel
| Meisterschaft | Gold                                     | Silber                                | Bronze                           |
| ------------- | ---------------------------------------- | ------------------------------------- | -------------------------------- |
| 2023          | Salzburg 1Kristina Oberthaler Simon Eder | SteiermarkTamara Steiner David Komatz | Tirol 1Lara Wagner Patrick Jakob |